# Hévíz
Hévíz is met 4700  inwoners een kleine stad in Hongarije. Het is gelegen in het comitaat Zala, op 5 kilometer ten noordwesten van het Balatonmeer en op 6 km van de stad Keszthely.
Uit archeologisch onderzoek blijkt dat de plaats 6000  jaar voor Christus al bewoond is. Verder zijn er belangrijke vondsten gedaan die wijzen op bewoning door Romeinen. De naam Hévíz wordt voor het eerst genoemd in de 14e eeuw en betekent "warme, stromende bron". Verwonderlijk is dat niet want in Hévíz bevindt zich het grootste thermale meer ter wereld.
Het meer van Hévíz is 40.000 m² of 4,4 hectare groot en wordt op 38 meter onder het wateroppervlak gevoed door een geothermische bron. Uit koolstofdateringen blijkt dat het water zo'n 10.000 tot 12.000 jaar geleden in de rond Hévíz liggende heuvelruggen is geïnfiltreerd, waarna het ondergronds naar de bron is gestroomd. De watertemperaturen in het thermale meer variëren van circa 28-38 °C in de zomer, tot ongeveer 24-25 °C in de winter. Op deze manier kan er het hele jaar door buiten in het meer gebaad worden. Een deel van het meer is echter overdekt want in 1795 is er een houten badhuis over een deel van het meer gebouwd.
Het water in het meer bevat verder zwavelverbindingen en zuurstof in oplossing. Door deze samenstelling zijn er in het meer een unieke flora en fauna ontstaan. In het meer bevinden zich bacteriën en soorten algen die alleen in Hévíz voorkomen. Van de bacteriën wordt verondersteld dat ze een geneeskrachtige werking hebben. Met name mensen met reumaklachten zouden baat hebben bij een kuur in het meer.
Het water bevat radiumbestanddelen en geneest spier- en gewrichts-ziekten, alsmede zenuwontstekingen.
Hier kan men ook behandeld worden met modder- en massage-stortbaden.
Inmiddels is Hévíz uitgegroeid tot een bekend kuuroord met hotels, ziekenhuizen en behandelcentra. In de nabijheid van Hévíz ligt de luchthaven Hévíz-Balaton Airport.

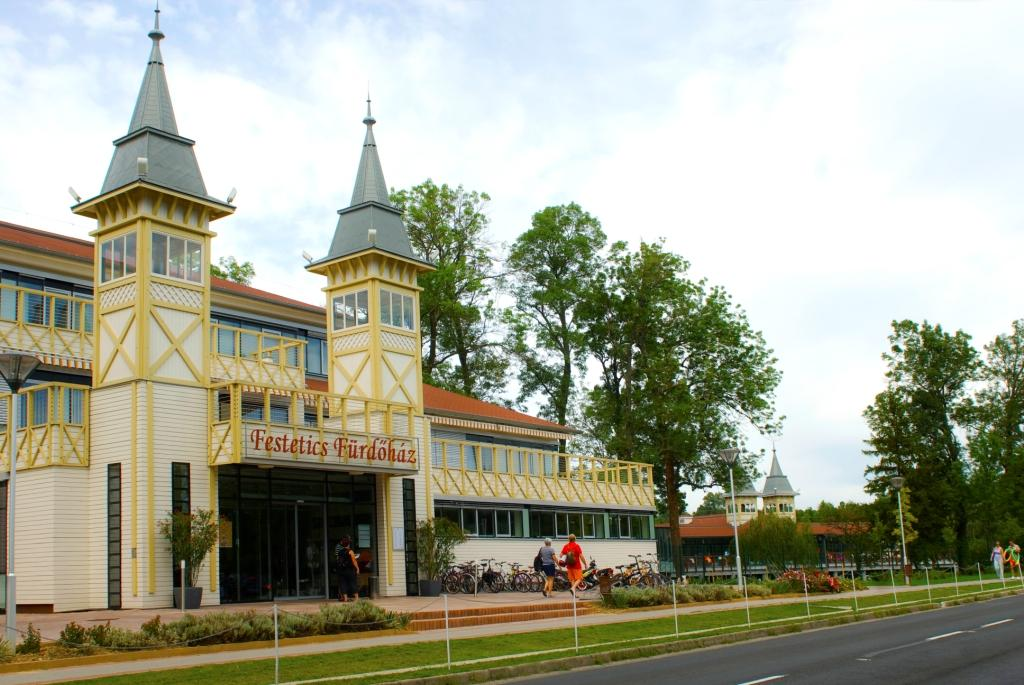
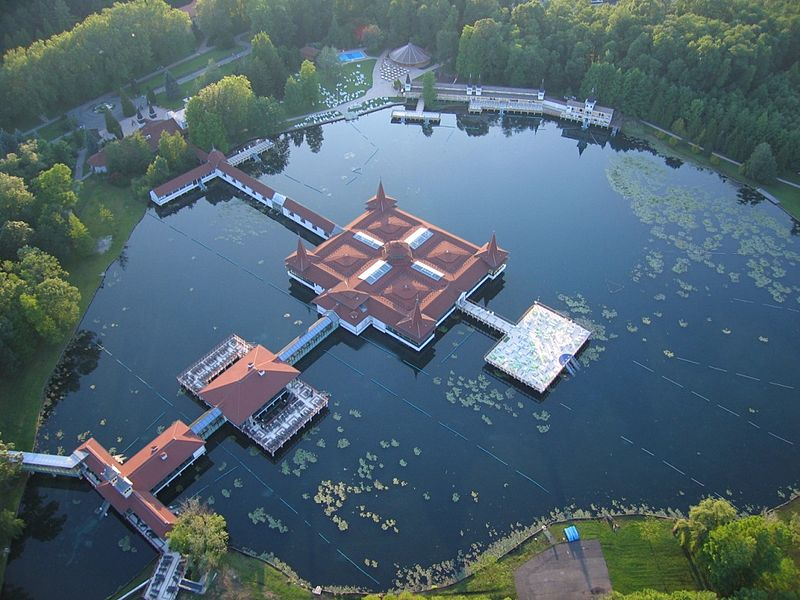
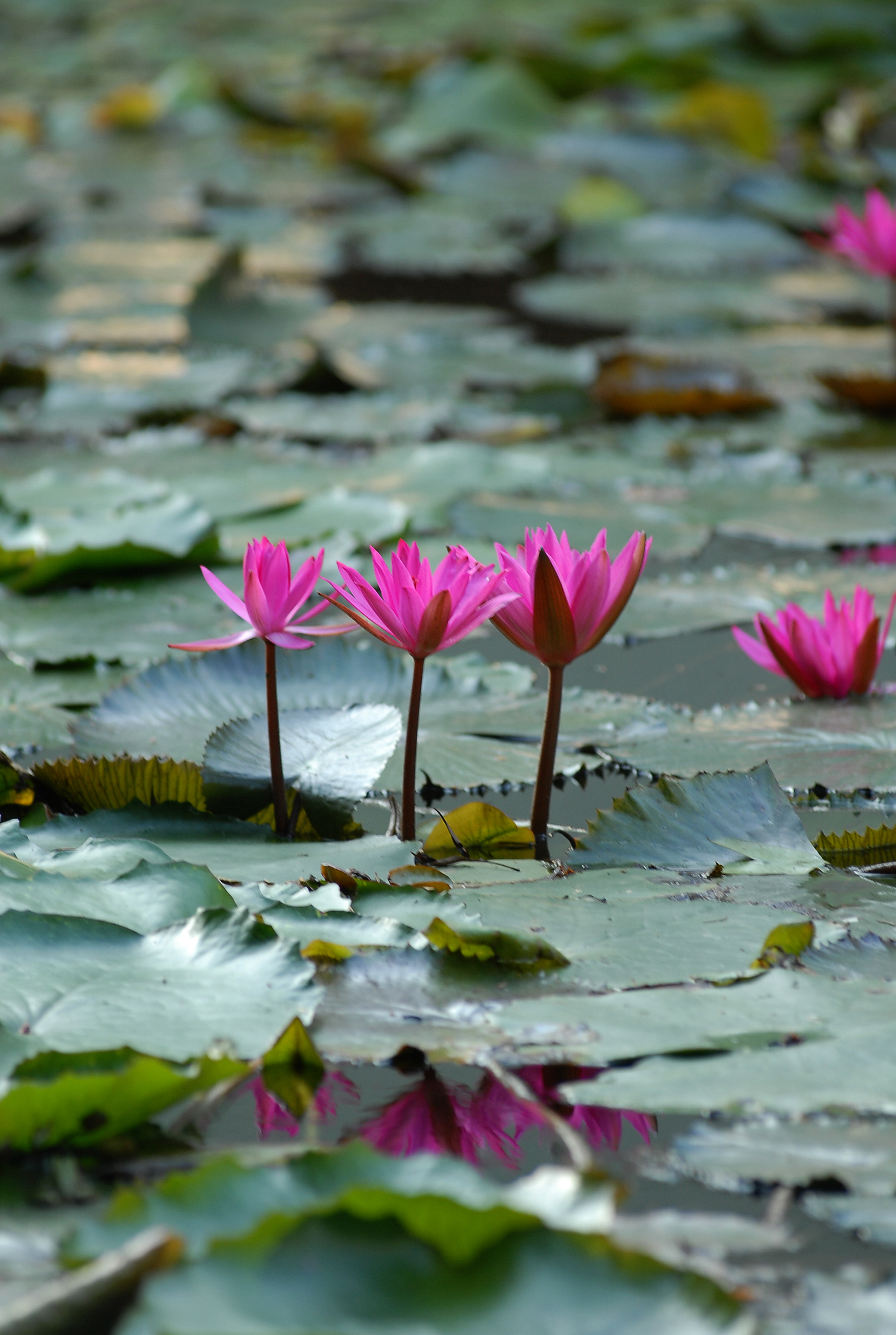
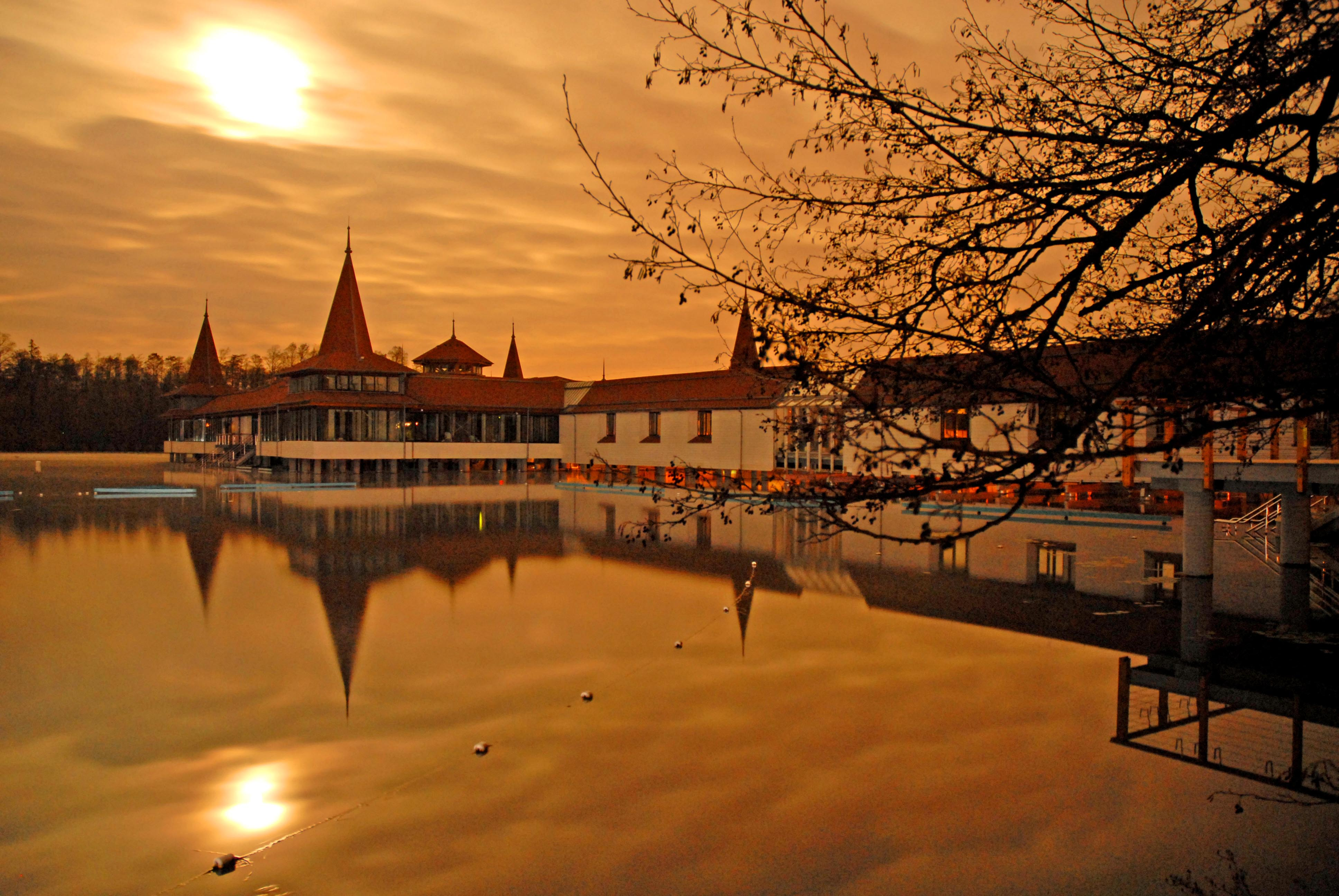
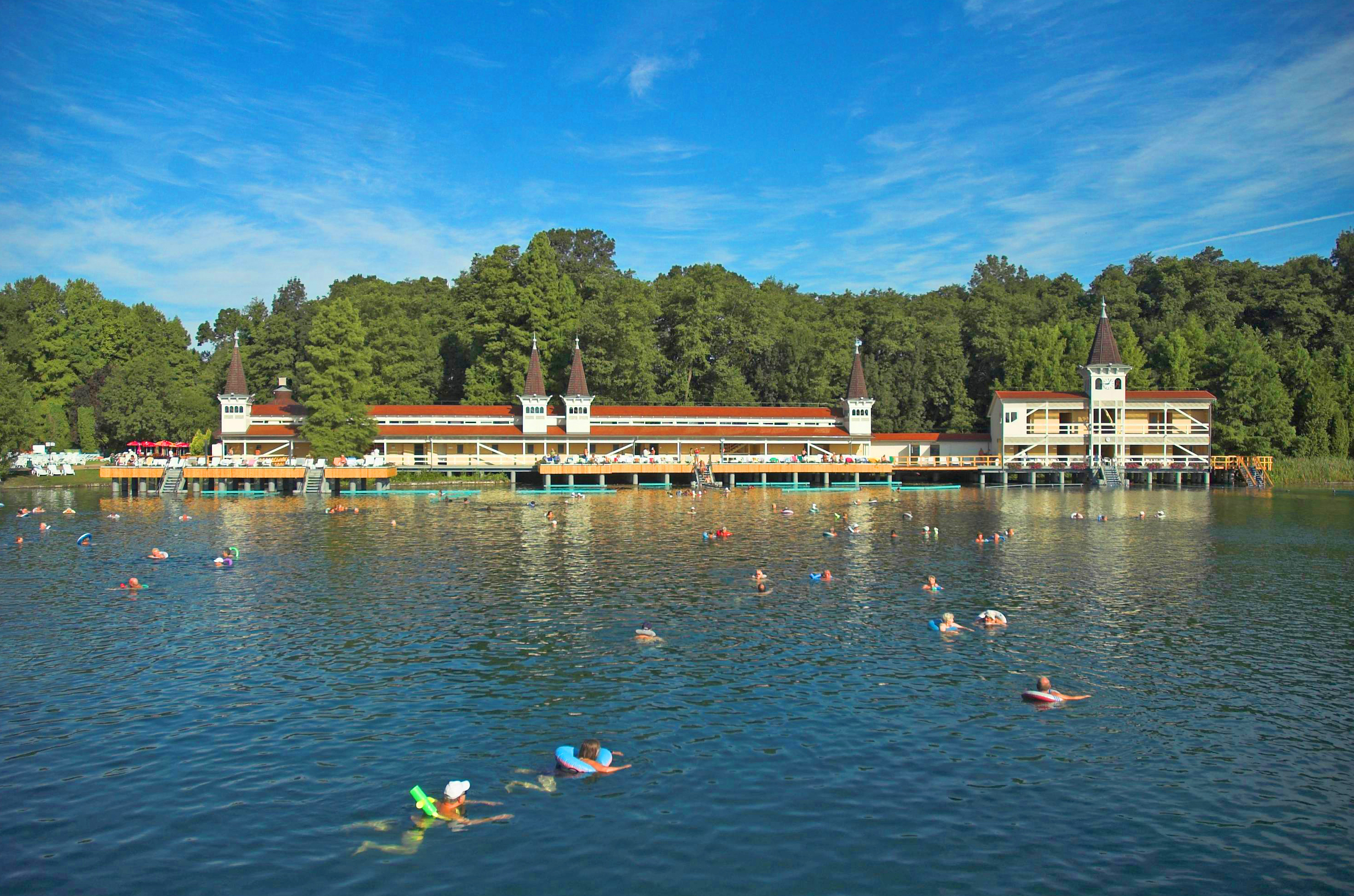
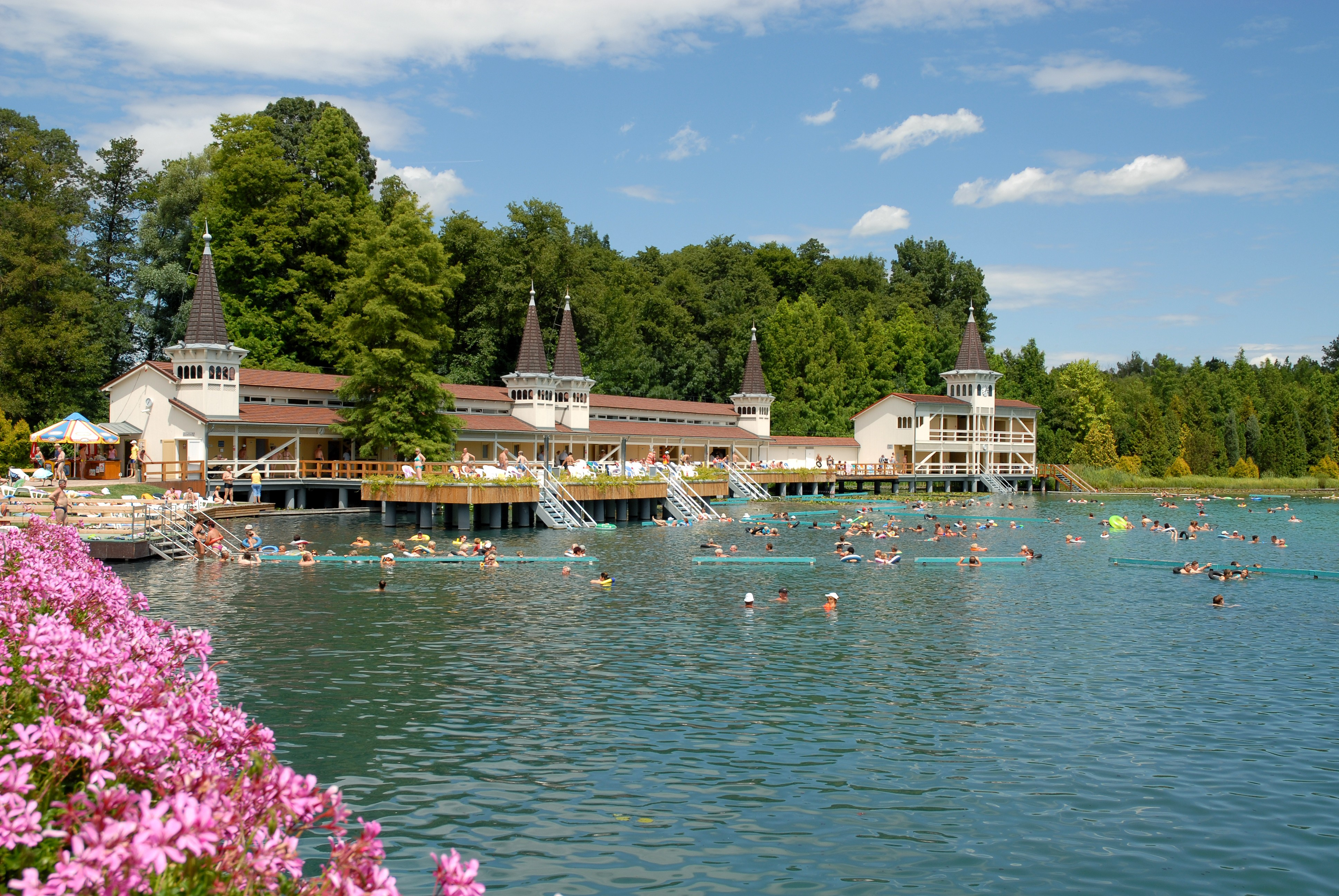

## Partnersteden
- Herbstein (Duitsland), sinds 1995
- Pfungstadt (Duitsland), sinds 2005
- Pjatigorsk (Rusland), 2012
- Guilin (China), 2012
- Čazma (Kroatië)
- Sharm-el-Sheikh (Egypte), 2013
- Fethiye (Turkije), 2015